# Mandingo (película)
Mandingo es una película estadounidense de 1975 dirigida por Richard Fleischer. Está basada en la novela del mismo nombre (1957) escrita por Kyle Onstott y en la obra de Jack Kirkland. El reparto incluye a James Mason, Susan George, Perry King y el boxeador Ken Norton.

## Argumento
La película está ambientada en Falconhurst, una plantación deteriorada propiedad del viudo Warren Maxwell y su hijo Hammond, su esclavo mandinga, Ganymede, o Mede, es entrenado para luchar contra otros esclavos. Hammond descuida a su esposa Blanche, a quien rechaza en su noche de bodas tras descubrir que no era virgen. En cambio, viola a su esclava Ellen, mientras Blanche obliga a Mede a acostarse con ella. Estas diversas y contradictorias infidelidades finalmente se unen, provocando un trágico final de la película con la muerte de la mayoría de los personajes principales.

## Reparto
- James Mason como Warren Maxwell
- Susan George como Blanche Maxwell
- Perry King como Hammond Maxwell
- Richard Ward como Agamemnon
- Brenda Sykes como Ellen
- Ken Norton como Mede